# Michał Skarbek z Góry
Michał Skarbek z Góry, znany też jako Michał Awdaniec – fundator opactwa Benedyktynów Lubiniu, którzy zostali sprowadzeni z Leodium w latach 70. XI wieku, jeden z doradców Bolesława Krzywoustego. Protoplasta rodu Awdańców, bliski krewny Michała i Skarbimira. Brał udział w wyprawie na Kołobrzeg w 1105.